# Ne’ot Semadar
Ne’ot Semadar (hebr. לוטן) – kibuc położony w samorządzie regionu Chewel Elot, w Dystrykcie Południowym, w Izraelu.
Leży w południowej części pustyni Negew, w otoczeniu kibuców Jahel i Newe Charif. Na północ od kibucu znajduje się baza wojskowa Shizafon, na południowym zachodzie wojskowa szkoła inżynieryjna oraz tajne bazy Sił Obronnych Izraela. Na południe od kibucu znajduje się baza lotnicza Owda oraz port lotniczy Owda.
Członek Ruchu Kibuców (Ha-Tenu’a ha-Kibbucit).

## Historia
Kibuc został założony w 1989 w miejscu wcześniejszego - założonego w 1980 - nieistniejącego kibucu Shizafon (hebr. שִׁזָּפוֹן). Jego założyciele kierowali się zasadami hinduskiego filozofa Jiddu Krishnamurti, według którego można osiągnąć pełną wolność poprzez uważną obserwację własnego umysłu, wolną od idealizmu.

## Kultura i sport

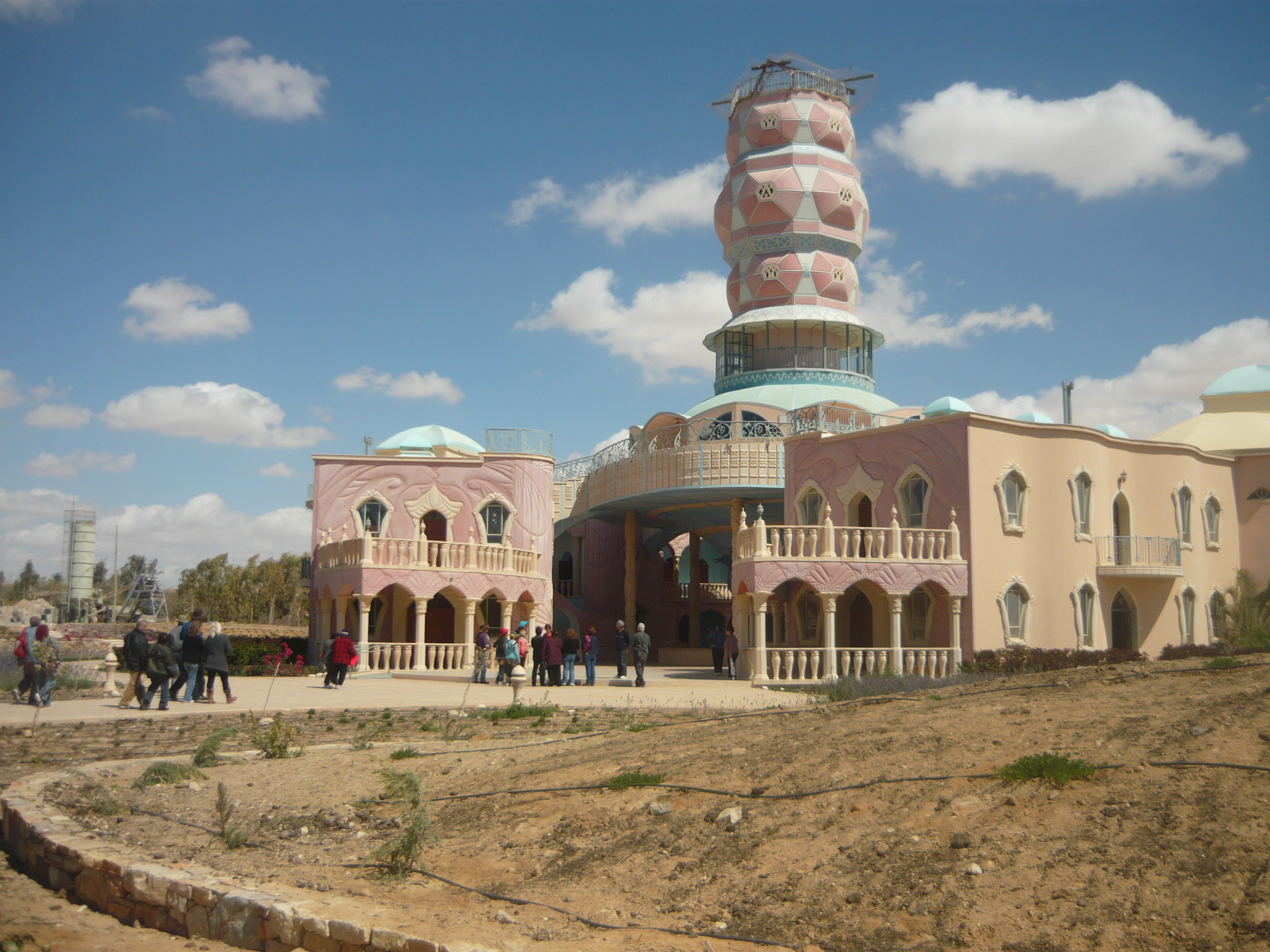
Centrum Sztuki w kibucu Ne’ot Semadar

Członkowie kibucu wybudowali Centrum Sztuki, w którym mieści się 14 warsztatów artystycznych, takich jak witraże, ceramika, tkaniny, drzewo i metal.
W kibucu znajduje się basen pływacki.

## Gospodarka
Gospodarka kibucu opiera się na rolnictwie ekologicznym: winnicy, sadownictwie oliwek i produkcji oliwy. Dodatkowo uprawia się tutaj warzywa, hoduje kozy i ryby.
Ważną dziedziną tutejszej gospodarki jest turystyka.

## Komunikacja
Z kibucu wyjeżdża się na południe na drogę ekspresową nr 40  (Kefar Sawa–Ketura), którą jadąc na zachód dojeżdża się do skrzyżowania Shizafon z drogą ekspresową nr 12  (Ne’ot Semadar-Ejlat) lub jadąc na południowy wschód dojeżdża się do drogi ekspresowej nr 90  (Taba-Metulla).